# Ольшани
Ольша́ни — село в Україні, у Камінь-Каширській громаді Камінь-Каширського району Волинської області. Населення становить 162 особи.

## Географія
На південно-східній стороні від околиці на відстані приблизно 1,52 км розташоване Грудківське озеро.

## Населення
Згідно з переписом УРСР 1989 року чисельність наявного населення села становила 128 осіб, з яких 60 чоловіків та 68 жінок.
За переписом населення України 2001 року в селі мешкали 162 особи. 100 % населення вказало своєю рідною мовою українську мову.